# Уралец (канонерская лодка)
«Ура́лец» — канонерская лодка Черноморского флота.

## История корабля

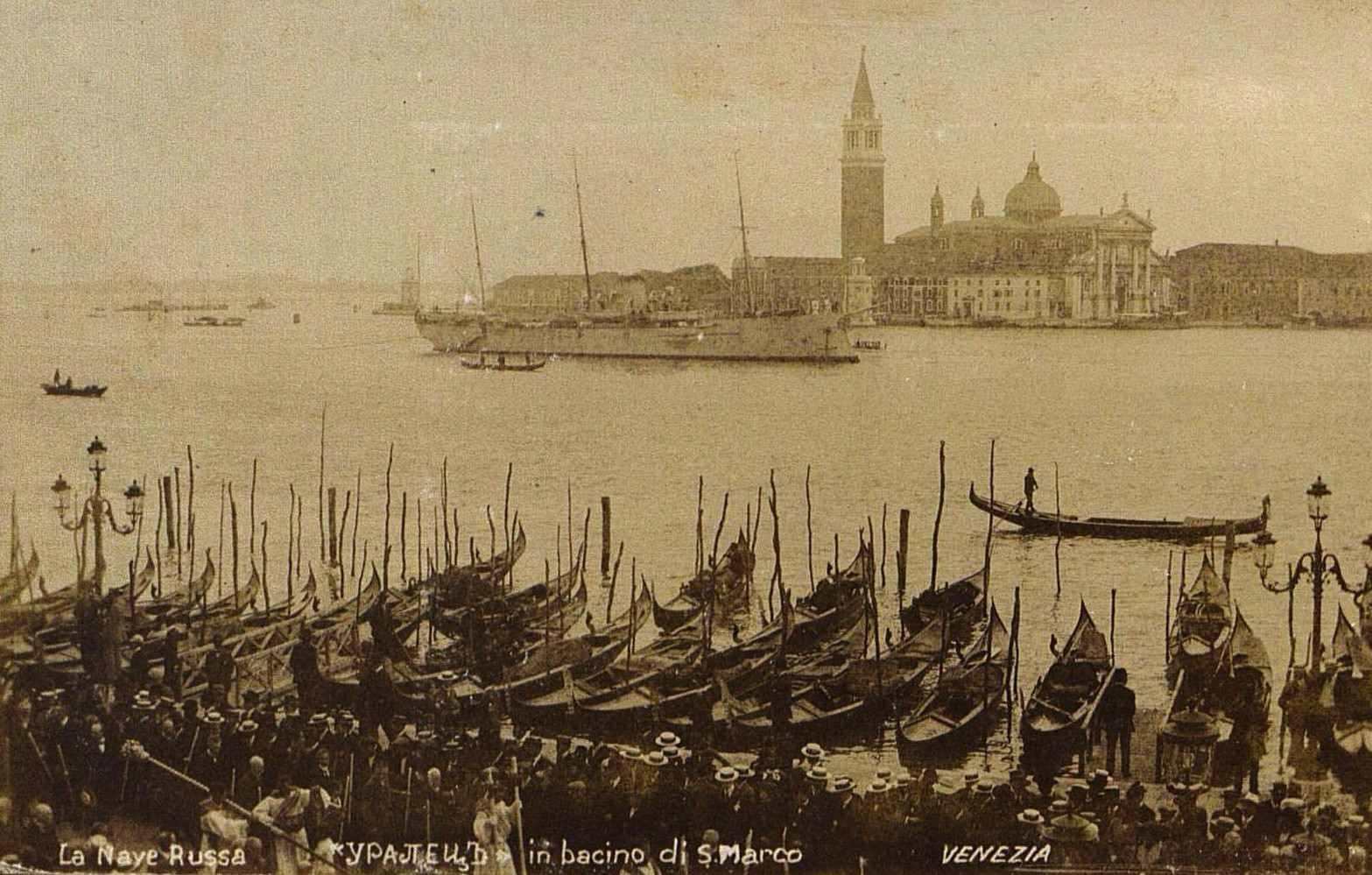
Венеция. Канонерская лодка «Уралец» в бухте Сан-Марко. 1906—1913 гг.

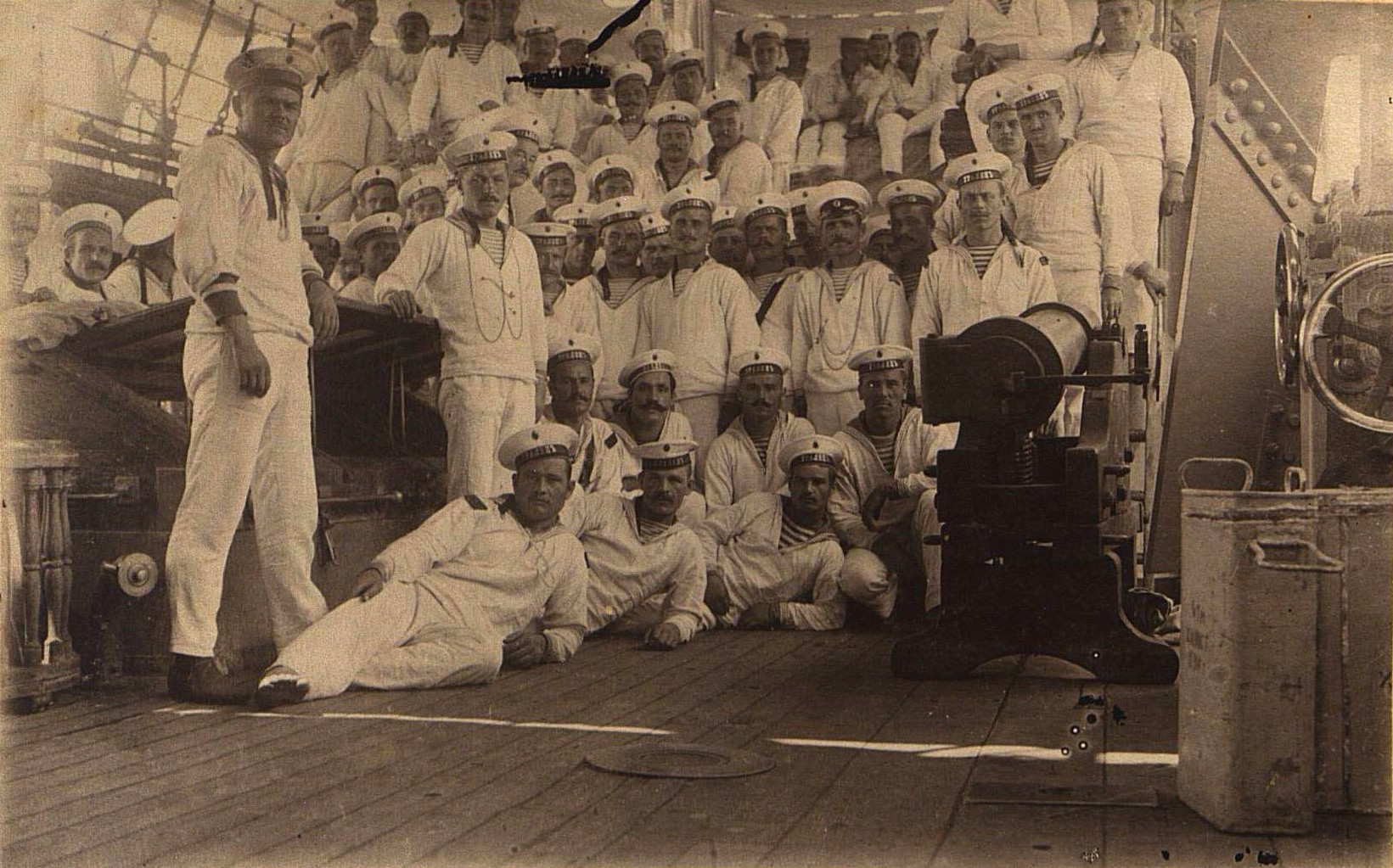
Матросы на канонерской лодке «Уралец». 1900-е гг.

Канонерская лодка «Уралец» строилась по чертежам удачного «Манчжура» и стала шестым и последним кораблем в серии канонерских лодок типа «Запорожец», построенных для усиления Черноморского флота по программе 1881 года. Заложена 6 мая 1886 года на эллинге верфи РОПиТ в присутствии Александра III, спущена на воду 26 ноября 1887 года, вступила в строй в 1888 году.
С 1889 по 1900 год периодически служила в Средиземном море, входя в состав российской эскадры. С 1901 года использовалась в качестве учебного корабля и прошла ремонт и перевооружение. 
В ноябре 1905 года канлодка «Уралец» приняла участие в Севастопольском восстании. 
Во время заграничных плаваний выполняла миротворческие миссии и несла стационерную службу. Побывала с визитом в итальянской Венеции.
18 ноября 1913 года лодка налетела на камни недалеко от Севастополя, в районе бухты Круглой (Омега). Причиной аварии стали неблагоприятные погодные условия (сильный туман), а также то, что немалая часть экипажа находилась в состоянии сильного алкогольного опьянения (накануне, «Уралец» доставил на своем борту в Ялту представителей греческой королевской династии для встречи с семьей российского императора и по случаю успешного длительного перехода команда была вознаграждена денежными премиями, а также немалой партией греческого коньяка «Метакса» из королевских погребов). Попытки сняться собственными силами не увенчались успехом, а 20 декабря 1913 года канонерская лодка была окончательна разрушена прибоем и позже разобрана на металлолом прямо на месте аварии (по другой версии, «Уралец» был отбуксирован в бухту Круглую и там взорван, чтобы не попасться на глаза членам августейшей семьи, которые направлялись в Севастополь из Ялты на императорской яхте «Штандарт»). Во время спасательной операции (эвакуация команды шлюпками с борта потерпевшего крушение корабля) в результате несчастного случая погибло шесть человек из команды канонерской лодки «Кубанец», пришедшей на помощь «Уралец» (опрокидывание шлюпки во время шторма).
По приговору Севастопольского военно-морского суда командир судна фон Берг (Берх) был уволен от службы, лейтенант Горбатский помещён на гаупвахту на 3 месяца. Бывший также под судом мичман Максимов был оправдан . Приказом по Морскому ведомству от 28 января 1914 года канлодка «Уралец» была исключена из списка судов русского флота.

## Командиры
- 12.01.1887 — хх.хх.1889 — капитан 2-го ранга Вальронд, Константин Ростиславович
- хх.хх.1893 — хх.хх.1894 — капитан 2-го ранга фон Глазенап, Александр Павлович
- 01.01.1895 — хх.хх.1895 — капитан 2-го ранга Писаревский, Сергей Петрович
- хх.хх.1895 — хх.хх.1897 — капитан 2-го ранга Матусевич, Николай Александрович
- хх.хх.1897 — 06.12.1899 — капитан 2-го ранга Голиков, Евгений Николаевич
- 06.12.1899 — хх.хх.1901 — капитан 2-го ранга Фотаки, Николай Дмитриевич
- 1902 — 1904 Новицкий, Павел Иванович
- 15.11.1904 — 11.09.1906 — капитан 2-го ранга Тягин, Алексей Алексеевич
- 11.09.1906 — хх.хх.1908 — капитан 2-го ранга Бурлей, Сергей Иванович
- 1908—1909 — Кузнецов, Иван Семёнович
- 1909—1911 — капитан 2-го ранга Бурхановский, Виктор Захарович
- 1910?—1914 — капитан 2-го ранга Берг, Сергей Александрович фон, по приговору Севастопольского военно-морского суда за посадку «Уральца» на камни отставлен со службы.